# Вудвэрд, Дэни
Дэни Вудвэрд (англ. Dani Woodward), настоящее имя — Сара Комбест (англ. Sara Combest; род. 7 марта 1984, Ливония, Мичиган) — американская порноактриса.

## Биография
Начала сниматься в порнофильмах в 2003 году. Сценический псевдоним был взят с названия улицы Вудвард Авеню (Woodward Avenue) в г. Детройт, штат Мичиган.
За три года в порноиндустрии Дэни снялась более чем в 100 фильмах, и получила предложения подписать контракт от многих студий. Несмотря на это, Дэни в настоящее время не имеет эксклюзивного контракта ни с одной из студий.
Дэни часто снимается в релизах от студий Zero Tolerance. Наиболее известными из таковых являются «Strip Tease Then Fuck 1» и «Cumstains».
За время своего пребывания в порноиндустрии, Дэни работала в различных жанрах, начиная с соло и лесбо и заканчивая «facial» (эякуляция на лицо) и cumswapping (обмен спермой между ртами двух или более партнёрш). На сегодняшний день Дэни не снималась в сценах анального секса.

## Фильмография (выборочная)
- More Dirty Debutantes 226
- North Pole 43 (2003)
- Barely Legal 40 (2003)
- Blow Me Sandwich 2 (2003)
- JKP Hardcore 3 (2004)
- Big Sausage Pizza 3 (2005)
- Naked And Famous (2006)

## Награды и номинации
- 2004 — номинация на премию XRCO Award в категории Teen Cream Dream.
- 2005 — номинация на премию AVN Award в категории «Лучшая новая старлетка».
- 2006 — премия AVN Award в категории «лучшая сцена триолизма (видео)» за Erotic Stories: Lovers and Cheaters (вместе с Барреттом Блэйдом и Куртом Локвудом)[3].